# Pizzo Suretta
Il Pizzo Suretta (3.027 m s.l.m.) - detto anche Punta Nera - Surettahorn in tedesco) è una montagna delle Alpi del Platta nelle Alpi Retiche occidentali.

## Descrizione
Costituisce il monte principale del Gruppo del Suretta. Si trova lungo il confine tra l'Italia (provincia di Sondrio) e la Svizzera (Canton Grigioni). Il monte è collocato subito ad est del passo dello Spluga.

## La prima ascensione
La prima salita ufficiale al Pizzo Suretta è di Arnold Baltzer con Georg Trepp, il 18 luglio 1869, per la cresta NNE. La prima ascensione invernale è di Gaetano Scotti, Angelo e Romano Calegari, il 4 gennaio 1913, per la cresta SE.